# Maria Magdalena (Donatello)

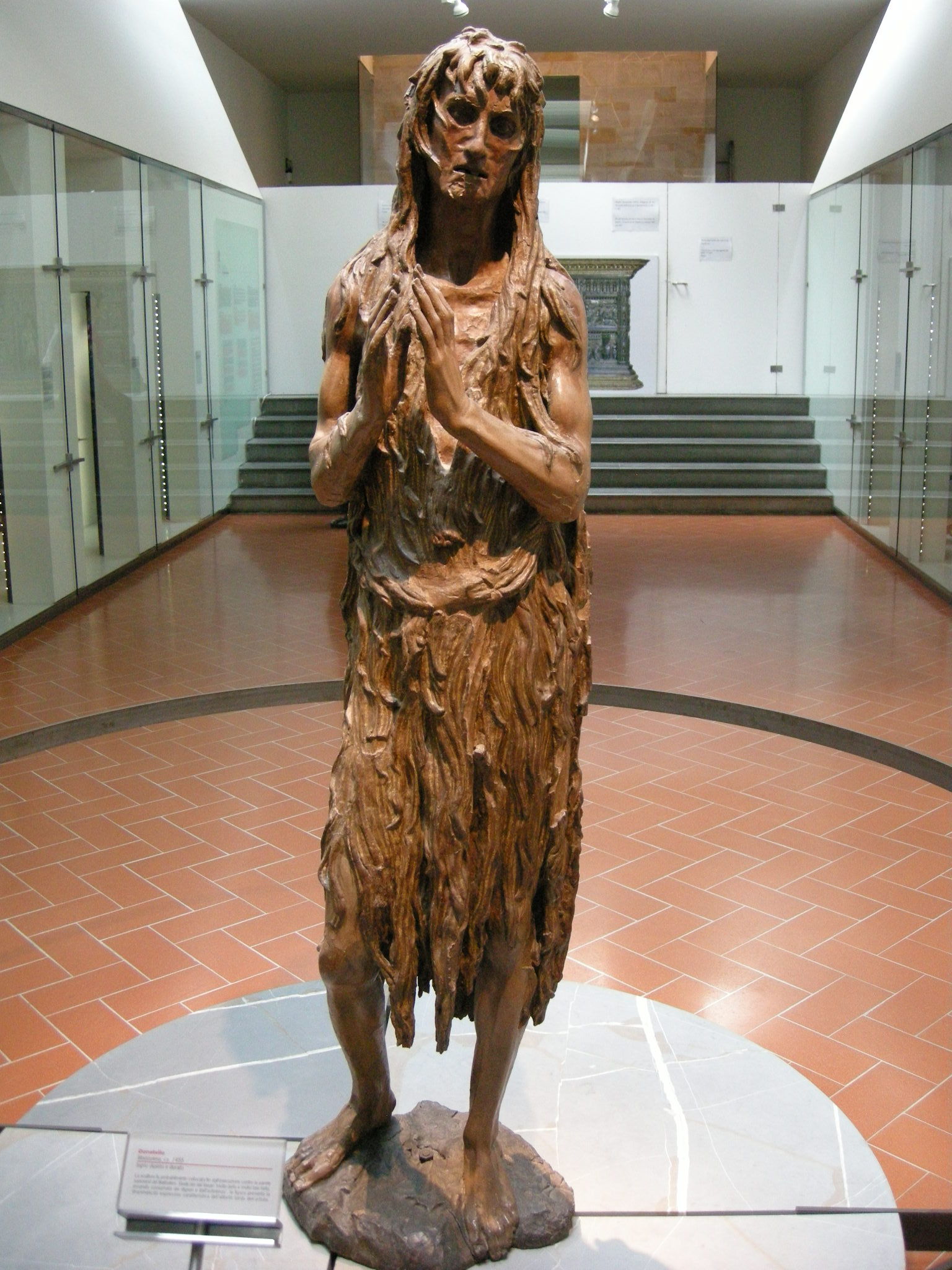
Donatello, Maria Magdalena, Holz und Stuck, farbig gefasst und vergoldet, 1440–1442 (?), Museo dell’Opera del Duomo

Die von dem Florentiner Bildhauer Donatello geschaffene lebensgroße Statue der Maria Magdalena zeigt die christliche Heilige als asketische Büßerin. Die Arbeit besteht aus farbig gefasstem und zum Teil vergoldetem Pappelholz mit Stucküberzug. Sie wird im Museo nazionale del Bargello in Florenz aufbewahrt. Während die Figur in der kunstwissenschaftlichen Forschung lange als Arbeit der frühen 1450er Jahre galt, gehen Kunsthistoriker heute von einer Entstehung vor Donatellos Padua-Aufenthalt, also zwischen 1440 und 1442, aus. Sie wurde während der Arno-Flut 1966 beschädigt und seitdem mehrfach restauriert.
Giorgio Vasari rühmte in seiner Vita Donatellos (1568) an der Maria Magdalena die realistische Darstellung von Enthaltsamkeit und Kasteiung.

## Datierung
Seit 1500 ist die Statue an wechselnden Orten im Florentiner Baptisterium nachweisbar. 1510 wurde sie in Francesco Albertinis Florenz-Buch Memoriale di molte statue et picture (...) erstmalig als Werk Donatellos ("una sancta Maria magdalena p(er) mano di Donato") bezeichnet, doch der ursprüngliche Bestimmungsort oder der Auftraggeber sind nicht überliefert. Die kunstwissenschaftliche Forschung nahm wegen der als Merkmal von Donatellos "Spätwerk" interpretierten Expressivität lange Zeit an, dass die Statue nach dem Aufenthalt Donatellos in Padua (1443–1453), also um die Mitte der 1450er Jahre entstanden sein muss. Diese Annahme vertraten beispielsweise Wolfgang Braunfels (1984), Joachim Poeschke (1990), Artur Rosenauer (1993) und John Pope-Hennessy (1993). Als Beleg diente u. a. Donatellos Statue Johannes’ des Täufers in der Frari-Kirche in Venedig, die bis zur Entdeckung der Jahreszahl 1438 auf dem Sockel gleichfalls als späte Arbeit des Künstlers galt. In Folge der Neubewertung des Johannes plädierten die Kunsthistorikerinnen Deborah Strom (1980) und Martha Dunkelman (2006) für eine frühere Datierung der Maria Magdalena. Mit Francesco Cagliotis Identifizierung eines gefassten Kruzifix aus Holz und Stuck in der Kirche Santa Maria dei Servi in Padua als Arbeit Donatellos (2008) erweiterte sich der Kreis der Ende der 1430er, Anfang der 1440er Jahre in dieser Technik ausgeführten Arbeiten noch einmal. Caglioti und mit ihm Giovan Battista Fidanza (2014) plädieren deshalb für eine Datierung auf etwa 1440 bis 1442.
Als Terminus ante quem gilt eine auf 1455 datierte Magdalenenstatue im Museum der Collegiata von Empoli, die von der Kunsthistorikerin Rosanna Proto Pisani dem Bildhauer Romualdo da Candeli zugeschrieben wird und deren farbige Fassung möglicherweise aus der Werkstatt von Neri di Bicci stammt. Sie nimmt in vereinfachter Form Charakteristika von Donatellos Arbeit auf. Etwa zur selben Zeit scheint auch der Florentiner Bildhauer Desiderio da Settignano eine asketische Maria Magdalena begonnen zu haben; sie befindet sich in der Kirche Santa Trinita. Diese schnell einsetzende Rezeption zeugt von der großen Resonanz, die Donatellos Maria Magdalena schon zu seinen Lebzeiten in Florenz erfahren hat.

## Material und Technik

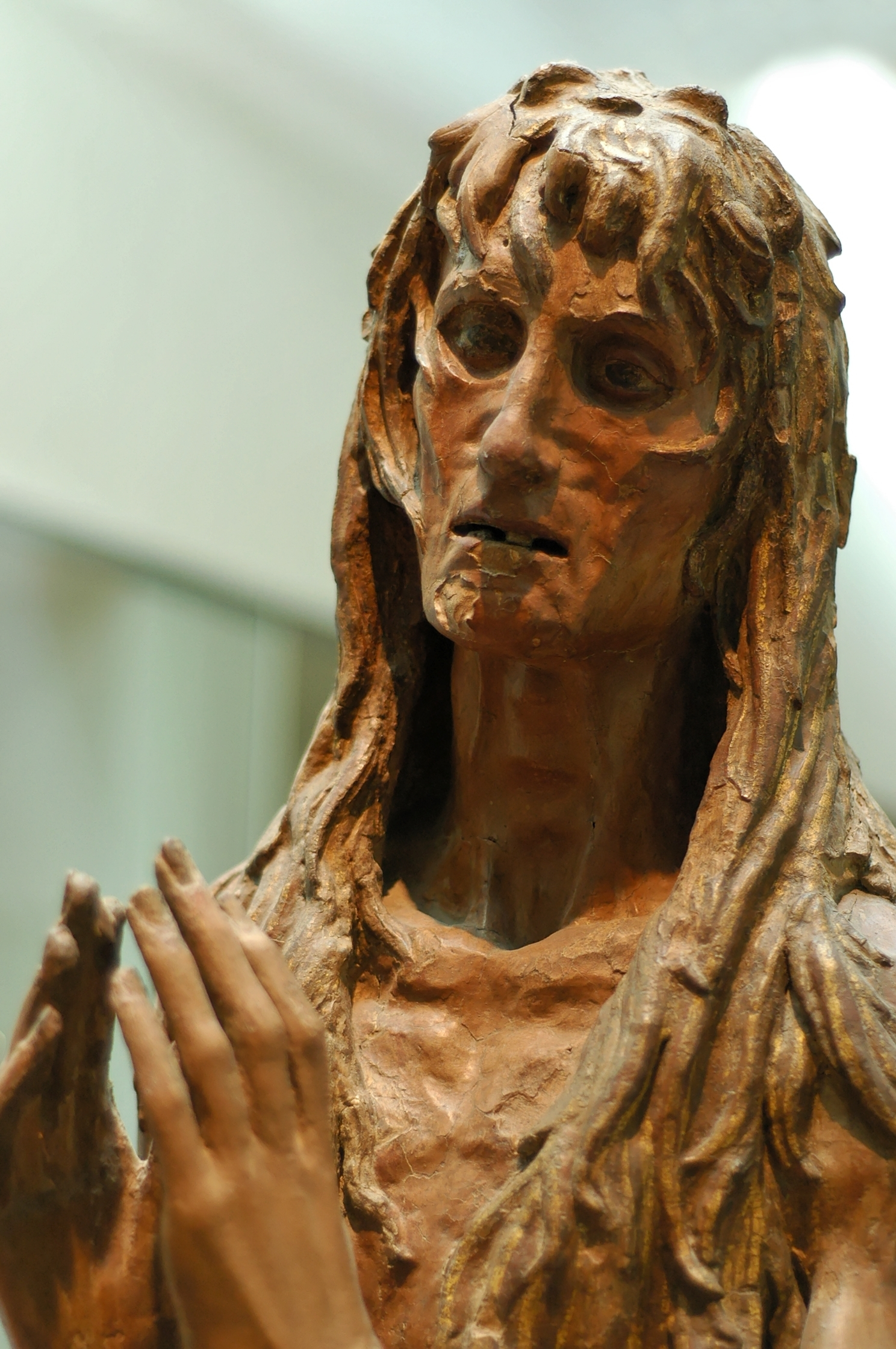
Detail des Kopfes

Figur und Standfläche wurden aus einem einzigen Block eines Silber-Pappel-Stammes herausgearbeitet und anschließend mit einem aus Gips und Glutinleim hergestellten Stuck überzogen. Röntgenbilder zeigen, dass der Künstler besonders im Bereich des Kopfes größere Mengen der Stuckmasse auf den Holzrohling aufgetragen hat, um mit Haaren, Hals, Brustbein und Gesichtsphysiognomie die besonders expressiven Partien zu gestalten. Im 18. und 19. Jahrhundert mehrfach übermalt, brachten erst die 1972 abgeschlossene Restaurierungen in Folge der Flutschäden von 1966 die Reste der Originalfassung und das vor allem im Bereich der Haare eingesetzte Blattgold wieder zum Vorschein. Weniger ausgearbeitete Bereiche auf der Rückseite der Figur lassen an eine Aufstellung zwischen den Seitenflügeln in der Mitte eines Altares denken.

## Aufstellungsorte
Bis zur Bergung der Statue nach dem Jahrhunderthochwasser des Arno am 4. November 1966 befand sie sich in einer Nische an der Südwestseite des Baptisteriums San Giovanni. Während der Flut stand die Figur bis zur Hüfte in Schlamm und Wasser. Nach der 1972 abgeschlossenen Restaurierung wurde sie im Museo dell’Opera del Duomo aufgestellt.

## Darstellung und Funktion
Dargestellt ist die Figur der büßenden Maria Magdalena, ein Motiv, das auf die im Mittelalter bekannte Legenda aurea des Jacobus de Voragine zurückgeht. Demnach zog sich die Zeugin der Auferstehung Christi (vgl. Joh. 20, 1–18) für 30 Jahre in die Wildnis zurück, um ihr vormals sündiges Leben zu büßen. Donatello bricht mit der verbreiteten Konvention, Magdalena als junge schöne Frau darzustellen und thematisiert auf drastische Weise, wie weit die Eremitin in ihrer Askese gegangen ist. Schon ihre Körperhaltung – ein leichter Kontrapost – kennzeichnet Labilität. Nicht auf dem rechten Bein, sondern auf dem linken lastet ihr Gewicht. Von hier aus durchfließt eine sanfte Schwingung den gesamten Körper. Strähnen eines so üppigen, wie zerzausten Haarkleides bedecken ihre hagere Gestalt. Darunter wird ein überraschend athletischer Muskeltonus an Armen und Beinen sichtbar. Die Haut ist unversehrt und faltenlos, das Brustbein hingegen nahezu skelettiert, das Gesicht eingefallen. Tiefliegende Augenhöhlen und ein lückenhaftes Gebiss machen sichtbar, dass die Büßerin an ihre existenziellen Grenzen gestoßen ist. Aus diesem Gegensatz zwischen Todesnähe und einstiger Schönheit erhält die Figur ihre eigentümliche Widersprüchlichkeit und Ambivalenz.
Was das dahinter liegende Thema sein könnte, ist in den Kunstwissenschaften kontrovers diskutiert worden. Kunsthistoriker wie Umberto Baldini oder Artur Rosenauer, die sich auf den veristischen Gesichtsausdruck konzentrieren, deuten das Werk als Bild der Auflösung allen materiellen und körperlichen Seins im Widerstand und in Auflehnung gegen den Tod durch Reue und Christusverehrung.
Andere Wissenschaftler wie Martha Dunkelman, Andrea von Hülsen-Esch und Giovan Battista Fidanza sehen in der Magdalena nicht eine Sterbende, sondern die Verkörperung eines läuternden Durchhaltevermögens: Donatello ziele – so von Hülsen-Esch – auf Sichtbarmachung körperlicher Entbehrung als Zeichen geistig-seelischer Erhöhung. Mit dieser Interpretation lässt sich auch die ungewöhnliche und bewusst geführte Armhaltung Magdalenas in Einklang bringen: Nur scheinbar erhebt sie beide Arme zum Gebet, doch die Hände berühren sich nicht, sie fassen ins Leere, eine Geste, mit der die Darstellung des Noli me tangere aus dem Johannes-Evangelium engstens verbunden ist (Joh 20,17): „Jesus sagte zu ihr (Anm. des Verf.: Maria Magdalena): Halte mich nicht fest; denn ich bin noch nicht zum Vater hinaufgegangen. Geh aber zu meinen Brüdern und sag ihnen: Ich gehe hinauf zu meinem Vater und eurem Vater, zu meinem Gott und eurem Gott.“ Donatellos Maria Magdalena führt diesen Auftrag aus.
Diese Interpretationen führten zur Frage nach den Auftraggebern, den Adressaten und der liturgischen Funktion der Statue. Schon Dunkelman hat auf einen möglichen Zusammenhang zwischen Magdalenenkult und der in Florenz stark vertretenen Bettelordensbewegung hingewiesen: Sie hält es für plausibel, dass Donatellos Statue einem Konvent als Andachtsfigur gedient haben könnte, der sich der Rehabilitation von Prostituierten widmete. Fidanza hingegen verweist auf den Reformdominikaner und späteren Erzbischof von Florenz Antonino Pierozzi (1389–1459). Wiederholt kreisen dessen Schriften um die Gestalt der Maria Magdalena als Vorbild für eine Umkehr durch Buße. Antonino Pierozzi stand dem Dominikanerkloster San Marco lange als Prior vor. Fidanza hält ihn für den Auftraggeber Donatellos und San Marco als wahrscheinlichsten Bestimmungsort der Maria Magdalena: „Die Verbindung zwischen dem Magdalenenkult und dem Dominikanerorden und der noch engere Bezug zwischen der Ikonographie von Donatellos Figur und bestimmten Stellen in den Schriften des Antonino Pierozzi (vor allem in der „Summa historialis“, wo er die letzte Lebensphase der Heiligen beschreibt) legen die These nahe, dass Antoninus Auftraggeber der Figur war und er Donatello mit dieser Arbeit betraute, bevor er 1446 Erzbischof wurde“.